# Lech L. Przychodzki

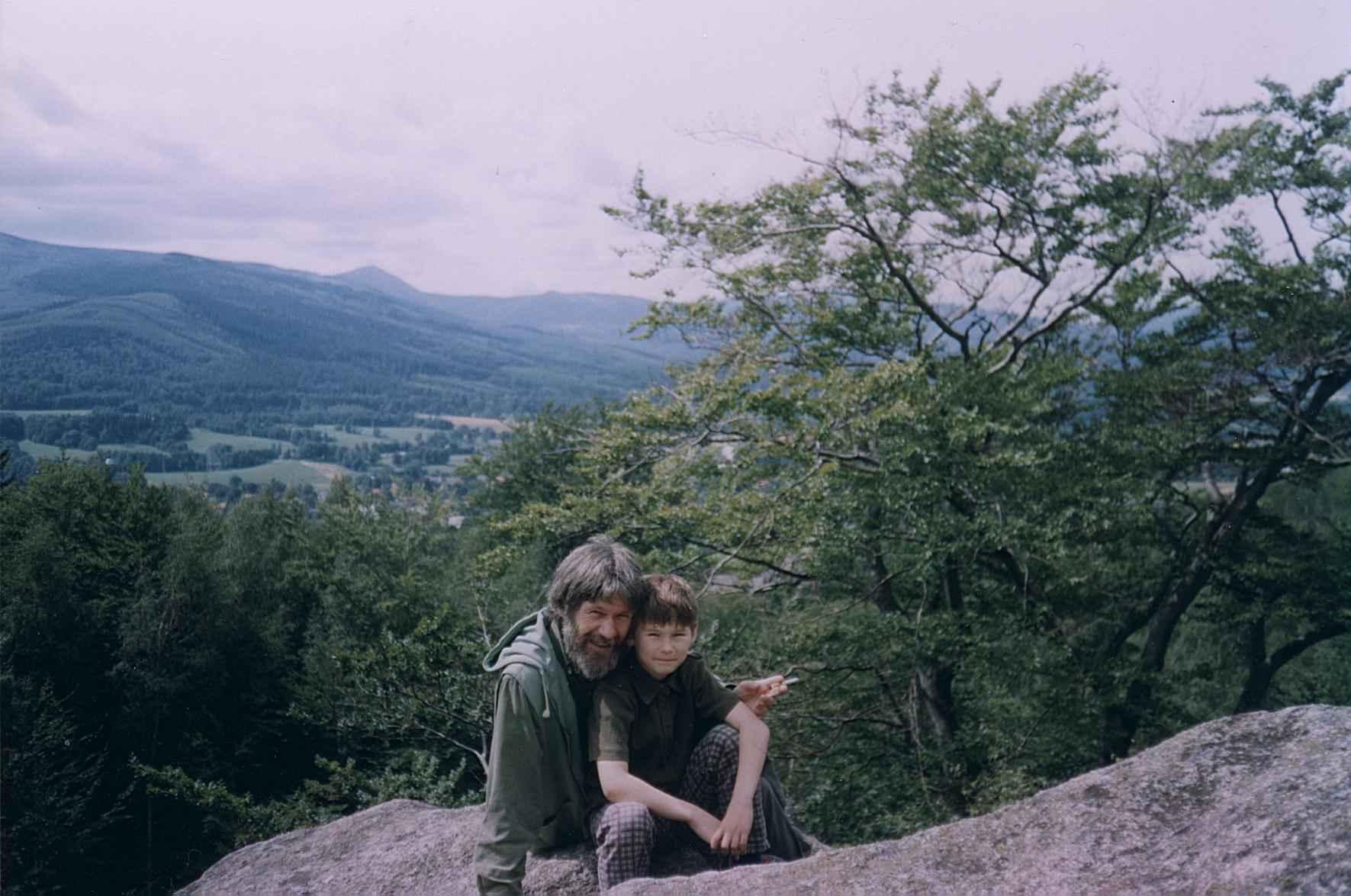
Lech L. Przychodzki i jego syn, Kacper

Lech L. Przychodzki (Lele, ur. 1956 w Lublinie) – filozof sztuki, publicysta, reportażysta i tłumacz; w 1974 r. współzałożyciel kontrkulturowej grupy literackiej związanej z tzw. Nową Falą – Ogrodu/Ogrodu-2.

## Życiorys
W latach 80. jako twórca i krytyk związany z Centrum Sztuki Galeria EL w Elblągu. Lata 1986–1990 i 1999–2004 to praca z międzynarodową ekipą Double Travel, w tym też czasie związany był z trójmiejskim Ruchem Społeczeństwa Alternatywnego i ruchem Mail art. Bohater telewizyjnego dokumentu Jak cierń (reż. A. Sikorski, 1991). Dopiero w latach 90. wspólnie z kolegami z b. Ogrodu/Ogrodu-2 wydał trzy tomiki: ponieważ noc, ciemnia i czekając na podłodze na wszystkie pory życia.
Autor książek: Liście ze świata żywych, listy z Krainy Jaszczurek (Lublin 2000), Tao niewidzialnych (Bensheim 2005), dwujęzycznej edycji święto wojny/krieg feiern (tłum. na niem. Herbert Ulrich, Elbląg 2006), Misterium tożsamości. Jerzego Jakubów droga do gór i ludzi (Jelenia Góra 2007) i Humaniści w sieci Historii (Lublin 2008). Współautor książki Moje miasto (Gdańsk 2002).  
Od 2000 do 2009 wydawał mail-artowy periodyk "Ulicą Wszystkich Świętych". Współautor niemieckiego portalu regiopolis.net (2001–2004). Od czasu Alternatywnego Forum Ekonomicznego "Antyszczyt Wa29" rozpoczął współpracę z działaczami Stowarzyszenia "Biedaszyby".
Współpracownik kwartalnika TygiEL, Innego Świata i Polskiego Centrum Prasowego na Litwie „Infopol” oraz magazynu Obywatel. Współzałożyciel Inicjatywy Antynuklearnej. Od września 2011 redaktor portalu SięMyśli.pl